# Wahrschauer (Zeitschrift)
Der Wahrschauer (auch: Der Wahrschauer; Eigenschreibweise: WAHRSCHAUER) ist eines der ältesten Independent-Magazine in Deutschland.

## Hintergrund
Das Magazin erscheint seit 1988. Es versteht sich als Magazin für Gegenkultur und informiert über die alternative Musikszene. Der Wahrschauer ist das auflagenstärkste Berliner Independent-Magazin mit CD-Compilation.
Das 130 Seiten umfassende Magazin erscheint als Sonderpublikation zwei- bis dreimal pro Jahr. Die Auflage beträgt 14.000 (Stand: 2008).

## Inhalt
Das Musikspektrum umfasst alle alternativen Stile von Punk, Ska, Rock ’n’ Roll, Crossover, Hardcore Punk, Rockabilly, Pop, Metalcore bis hin zu Hip-Hop, World Music und Singer-Songwriting. Ferner zählten in den Anfangsjahren (bis circa 1993) Sparten wie Gothic Rock, Dark Wave und EBM zum Inhalt.
Der beiliegende CD-Compilation hat eine Spiellänge von 80 Minuten. Alle Bands, die mit einem Track auf der Wahrschauer-Compilation vertreten sind, werden ausführlich mit Interview und Infos auf den Seiten zur CD vorstellt.
Das Magazin greift auch andere Themen auf wie Politik, Kunst, Reise und Literatur.

## Aktivitäten
Seit 1997 veranstaltet der Wahrschauer monatlich die Wahrschauer-Gig-Party. Dort werden ausgewählte Bands vom Wahrschauer-Sampler live vorgestellt und es legen Wahrschauer-DJs auf.
Seit 2003 präsentiert der Wahrschauer ausgewählte Kunst- und Kulturprojekte.